# Eteissaari (ö i Södra Savolax, Nyslott, lat 61,79, long 28,88)
Eteissaari är en ö i Finland. Den ligger i sjön Pihlajavesi och i kommunen Nyslott i den ekonomiska regionen  Nyslott  och landskapet Södra Savolax, i den sydöstra delen av landet, 270 km nordost om huvudstaden Helsingfors. Öns area är 38,8 hektar och dess största längd är 1 kilometer i sydöst-nordvästlig riktning.